# Avèstic

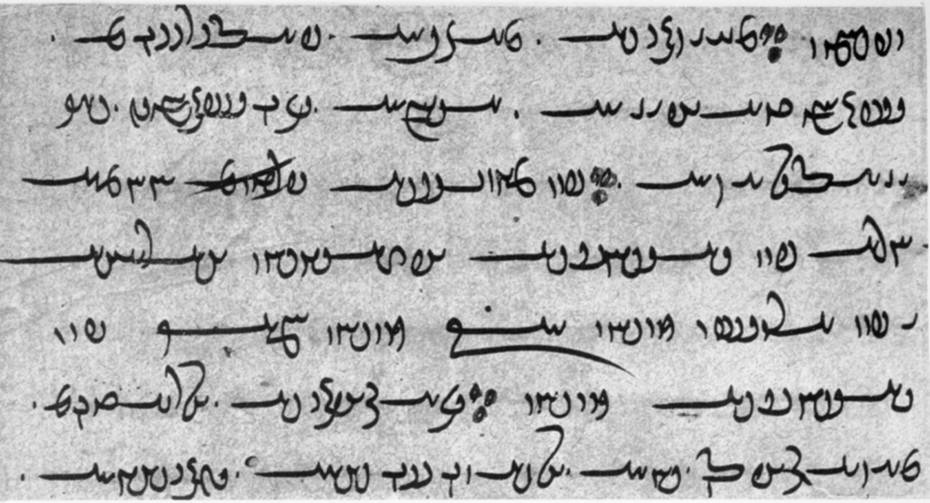
Escrit en avèstic.

L'avèstic fou una llengua irànica, molt afí al sànscrit vèdic. És la llengua de la majoria de textos del zoroastrisme i el cànon de l'Avesta. Es conserven pocs documents en avèstic, sobretot per culpa de les successives invasions de la regió de l'antiga Pèrsia. Aquests documents estan escrits en un alfabet propi, consonàntic. La gramàtica demostra que és una llengua flexiva i tonal, amb gran llibertat de combinació en la frase i un sistema verbal molt complex.
Avesta significa: allò que és establert, text fonamental.
Juntament amb el persa antic, l'avèstic és una de les dues llengües iranianes més antigues amb testimonis escrits.
Cal no confondre el llenguatge avèstic amb l'alfabet avèstic, de creació més recent.

## Variants
L'avèstic, tal com es veu en l'Avesta, es divideix en dues formes diferents:
1. L'antic avèstic o avèstic gàthic: amb aquesta forma del llenguatge, varen ser compostes les Gatha i les parts més antigues de la Yasna. L'avèstic gàthic és una llengua arcaica amb una gramàtica ben complicada. Entre altres característiques, té vuit casos gramaticals i un elevat nombre d'inflexions en la declinació dels noms. És una llengua encara molt propera al sànscrit vèdic. La data més probable en què es va utilitzar aquesta forma de la llengua és cap al 1000 aC.
2. L'avèstic nou: és la llengua utilitzada per a compondre la majoria de l'Avesta, incloent-hi molts dels Yasht, el Visprat, el Videvdad i parts del Yasna.

L'avèstic nou té dues formes diferenciades: l'anomenada avèstic nou original i l'avèstic nou artificial. La primera forma és probablement l'evolució natural de l'antic avèstic i és molt propera a la llengua parlada cap al segle viii aC. L'avèstic nou artificial és una mena de corrupció del llenguatge parlat, una llengua que mai no va ser parlada i que va ser utilitzada només per a la composició dels texts. El Vendidad està escrit en avèstic nou artificial.
La relació entre l'antic avèstic i el nou avèstic és comparable a l'existent entre el vèdic i el sànscrit o entre el grec homèric i el grec àtic.

## Classificació
L'avèstic es classifica tradicionalment dins del grup de llengües iràniques orientals. No obstant això, i com que la separació entre les llengües iràniques orientals i occidentals encara no està ben testimoniada i no resten testimonis de cap altra llengua irànica contemporània, aquesta classificació és encara incerta.
El lloc geogràfic original de naixement de l'avèstic també resta incert, i s'hi consideren diverses zones com el nord-oest de l'Iran, nord-est de l'Iran, Coràsmia, Sistan i Bàctria-Margiana.

## Alfabet
Després de la destrucció de la biblioteca del palau aquemènida per Alexandre el Gran, l'any 330 aC, l'avèstic es va seguir transmetent únicament de manera oral fins, almenys, als voltants del segle iv. A partir dels segles v o vi, en la darrera època de l'Imperi Sassànida, es va desenvolupar l'alfabet avèstic, que deriva de la forma cursiva de l'alfabet pahlavi. L'alfabet pahlavi constava de 16 lletres a les quals se'n van afegir fins a 48.

## Fonologia
Els sons en avèstic difereixen del persa antic principalment pel gran nombre de vocals. A diferència del sànscrit, l'avèstic reté sons sibilants i un gran nombre de fricatives. Existeixen diverses convencions per a la transliteració de l'alfabet avèstic. L'adoptada en aquest article és la següent:
Vocals: 
a ā ə ə̄ e ē o ō å ą i ī u ū
Consonants:
k g γ x xw č ǰ t d δ ϑ t̰ p b β f
ŋ ŋw ṇ ń n m y w r s z š ṣ̌ z h
Les formes y i w són transcrites sovint com ii and uu, imitant l'ortografia de l'alfabet avèstic.

### Consonants
|            | Labial   | Labial | Dental | Dental | Alveolar | Alveolar | Postalveolar o palatal | Postalveolar o palatal | Velar | Velar | Labiovelar | Labiovelar | Glotal |
| ---------- | -------- | ------ | ------ | ------ | -------- | -------- | ---------------------- | ---------------------- | ----- | ----- | ---------- | ---------- | ------ |
| Nasal      |          | m /m/  |        | n /n/  |          |          |                        | ń [ɲ]                  |       | ŋ /ŋ/ |            | ŋw /ŋʷ/    |        |
| Oclusiva   | p /p/    | b /b/  | t /t/  | d /d/  |          |          | č /tʃ/                 | ǰ /dʒ/                 | k /k/ | g /g/ |            |            |        |
| Fricativa  | f /ɸ, f/ | β /β/  | θ /θ/  | δ /ð/  | s /s/    | z /z/    | š /ʃ/                  | ž /ʒ/                  | x /x/ | γ /ɣ/ | xw /xʷ/    |            | h /h/  |
| Aproximant |          |        |        |        |          |          |                        | y /j/                  |       |       |            | w /w/      |        |
| Vibrant    |          |        |        | r /r/  |          |          |                        |                        |       |       |            |            |        |
| Lateral    |          |        |        | l /l/  |          |          |                        |                        |       |       |            |            |        |

### Vocals
|         | Anterior | Anterior | Central | Central | Posterior | Posterior |
| curta   | llarga   | curta    | llarga  | curta   | llarga    |           |
| Tancada | i /i/    | ī /iː/   |         |         | u /u/     | ū /uː/    |
| Mitjana | e /e/    | ē /eː/   | ə /ə/   | ə̄ /əː/  | o /o/     | ō /oː/    |
| Oberta  |          |          | a /a/   | ā /aː/  |           | å /ɒː/    |
| Nasal   |          |          | ą /ã/   |         |           |           |

## Gramàtica
L'evidència interna dels Gatha junt amb l'evidència paral·lela en llengües emparentades indica l'existència dins de l'avèstic antic d'un sistema similar al sànscrit vèdic. En etapes posteriors, el to fou reemplaçat per un accent tònic a la penúltima síl·laba, si era llarga, i si no a l'antepenúltima.
L'avèstic té facilitat per a formar paraules per mitjà de prefixos i afegint sufixos a les derivacions primària i secundària.
Els noms i els adjectius tenen gènere (masculí, femení, neutre), nombre (singular, dual i plural) i cas (vuit).
Els pronoms també es declinen.
Els verbs tenen veus activa i mitjana, i quatre modes: indicatiu, imperatiu, subjuntiu i optatiu, i tres temps: present, aorist i perfecte, que només es distingeixen en el mode indicatiu. L'ordre en la frase es lliure.
Té dues partícules negatives, una per a l'indicatiu (noit) i una altra per a l'imperatiu (ma). La resta de modes alternen les dues.
Utilitza preposicions i posposicions.

### Noms
| Cas          | terminacions "normals" | terminacions "normals" | terminacions "normals" | a-stems: (masc. neut.) | a-stems: (masc. neut.) | a-stems: (masc. neut.)   |
| Cas          | Singular               | Dual                   | Plural                 | Singular               | Dual                   | Plural                   |
| ------------ | ---------------------- | ---------------------- | ---------------------- | ---------------------- | ---------------------- | ------------------------ |
| Nominatiu    | -s                     | -ā                     | -ō (-as), -ā           | -ō (yasn-ō)            | -a (vīr-a)             | -a (-yasna)              |
| Vocatiu      | -                      | -ā                     | -ō (-as), -ā           | -a (ahur-a)            | -a (vīr-a)             | -a (yasn-a), -ånghō      |
| Acusatiu     | -em                    | -ā                     | -ō (-as, -ns), -ā      | -em (ahur-em)          | -a (vīr-a)             | -ą (haom-ą)              |
| Instrumental | -ā                     | -byā                   | -bīš                   | -a (ahur-a)            | -aēibya (vīr-aēibya)   | -āiš (yasn-āiš)          |
| Datiu        | -ē                     | -byā                   | -byō (-byas)           | -āi (ahur-āi)          | -aēibya (vīr-aēibya)   | -aēibyō (yasn-aēibyō)    |
| Ablatiu      | -at                    | -byā                   | -byō                   | -āt (yasn-āt)          | -aēibya (vīr-aēibya)   | -aēibyō (yasn-aēibyō)    |
| Genitiu      | -ō (-as)               | -å                     | -ąm                    | -ahe (ahur-ahe)        | -ayå (vīr-ayå)         | -anąm (yasn-anąm)        |
| Locatiu      | -i                     | -ō, -yō                | -su, -hu, -šva         | -e (yesn-e)            | -ayō (zast-ayō)        | -aēšu (vīr-aēšu), -aēšva |

### Verbs
| Persona | Sg. | Du.       | Pl.   |
| ------- | --- | --------- | ----- |
| 1.      | -mi | -vahi     | -mahi |
| 2.      | -hi | -tha      | -tha  |
| 3.      | -ti | -tō, -thō | -ngti |